# 1965-ös Formula–1 mexikói nagydíj
Az 1965-ös Formula–1-es világbajnokság szezonzáró futama a mexikói nagydíj volt.

## Futam
Az évad utolsó futamán, Mexikóvárosban is Clarké lett a pole Gurney és Ginther előtt. Ginther kapta el a legjobban a rajtot, és hibátlanul, végig vezetve a verseny győzött. Clark a 8. körben motorhiba, Stewart a 35. körben kuplunghiba, Hill az 56. körben motorhiba miatt esett ki. Dan Gurney másodikként, Mike Spence harmadikként végzett az évad utolsó futamán.
Jim Clark 54 ponttal nyerte meg a világbajnoki címet, Graham Hill 40 ponttal, Jackie Stewart 33 ponttal végzett. A csapatok versenyét a Lotus nyerte meg, a BRM és a Brabham előtt.
| Helyezés | #  | Versenyző       | Csapat/Motor   | Futott körök | Idő/Kiesés oka | Rajthely | Pontszám |
| -------- | -- | --------------- | -------------- | ------------ | -------------- | -------- | -------- |
| 1        | 11 | Richie Ginther  | Honda          | 65           | 2:08'32,10     | 3        | 9        |
| 2        | 8  | Dan Gurney      | Brabham-Climax | 65           | +2,89          | 2        | 6        |
| 3        | 6  | Mike Spence     | Lotus-Climax   | 65           | +1'00,15       | 6        | 4        |
| 4        | 16 | Jo Siffert      | Brabham-BRM    | 65           | +1'54,42       | 11       | 3        |
| 5        | 12 | Ronnie Bucknum  | Honda          | 64           | +1 kör         | 10       | 2        |
| 6        | 21 | Richard Attwood | Lotus-BRM      | 64           | +1 kör         | 17       | 1        |
| 7        | 14 | Pedro Rodríguez | Ferrari        | 62           | +3 kör         | 14       |          |
| 8        | 2  | Lorenzo Bandini | Ferrari        | 62           | +3 kör         | 7        |          |
| Kiesett  | 3  | Graham Hill     | BRM            | 56           | Motorhiba      | 5        |          |
| Kiesett  | 18 | Moises Solana   | Lotus-Climax   | 55           | Gyújtás        | 9        |          |
| Kiesett  | 15 | Jo Bonnier      | Brabham-Climax | 43           | Felfüggesztés  | 12       |          |
| Kiesett  | 10 | Jochen Rindt    | Cooper-Climax  | 39           | Gyújtás        | 16       |          |
| Kiesett  | 7  | Jack Brabham    | Brabham-Climax | 38           | Olajszivárgás  | 14       |          |
| Kiesett  | 4  | Jackie Stewart  | BRM            | 35           | Kuplung        | 8        |          |
| Kiesett  | 22 | Bob Bondurant   | Lotus-BRM      | 29           | Felfüggesztés  | 18       |          |
| Kiesett  | 9  | Bruce McLaren   | Cooper-Climax  | 25           | Váltó          | 15       |          |
| Kiesett  | 5  | Jim Clark       | Lotus-Climax   | 8            | Motorhiba      | 1        |          |

## A világbajnokság végeredménye
| H   | Versenyzők      | Pont    | H   | Konstruktőrök  | Pont    |
| --- | --------------- | ------- | --- | -------------- | ------- |
| 1.  | Jim Clark       | 54      | 1.  | Lotus-Climax   | 54 (58) |
| 2.  | Graham Hill     | 40 (47) | 2.  | BRM            | 45 (61) |
| 3.  | Jackie Stewart  | 33 (34) | 3.  | Brabham-Climax | 27 (31) |
| 4.  | Dan Gurney      | 25      | 4.  | Ferrari        | 26 (27) |
| 5.  | John Surtees    | 17      | 5.  | Cooper-Climax  | 14      |
| 6.  | Lorenzo Bandini | 13      | 6.  | Honda          | 11      |
| 7.  | Richie Ginther  | 11      | 7.  | Brabham-BRM    | 5       |
| 8.  | Mike Spence     | 10      | 8.  | Lotus-BRM      | 2       |
| 9.  | Bruce McLaren   | 10      | 9.  | LDS-Alfa Romeo | 0       |
| 10. | Jack Brabham    | 9       | 10. | LDS-Climax     | 0       |

(A teljes lista)

## Statisztikák
Vezető helyen:
- Richie Ginther: 65 (1-65)

Richie Ginther egyetlen győzelme, Jim Clark 24. pole-pozíciója, Dan Gurney 2. leggyorsabb köre,
- Honda 1. győzelme.